# Parti pour le développement rural des Îles Salomon
Le Parti pour le développement rural des Îles Salomon (en anglais : Solomon Islands Party for Rural Advancement abrégé SIPRA) est un parti politique salomonais.

## Résultats électoraux

### Élections législatives
| Année | Voix   | %    | Rang   | Élus |
| ----- | ------ | ---- | ------ | ---- |
| 2006  | 12 030 | 6,31 | 4 / 50 | 2e   |
| 2010  | 8 074  | 3,43 | 4 / 50 | 3e   |
| 2014  | 10 022 | 3,90 | 1 / 50 | 6e   |
| 2019  | 9 878  | 3,19 | 1 / 50 | 8e   |